# Șiș

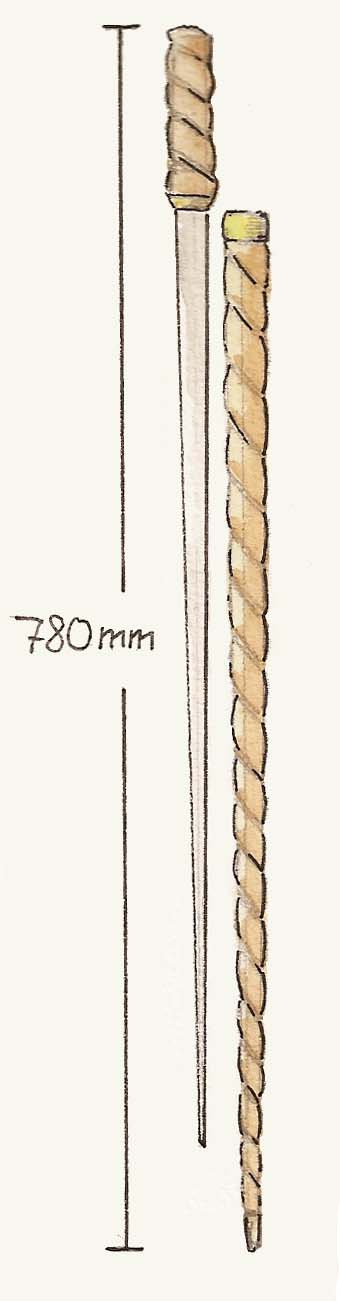
Şiş ce a aparţinut lui Robert Burns (1759-1796) (acuarelă)

Șiș se numește o armă albă, constând dintr-un pumnal cu lamă lungă și îngustă, ascunsă într-un baston, care îi servește drept teacă. 
Primele astfel de arme ascunse au apărut în Japonia (shikomizue) și în Roma Antică (dolon).
Forma modernă a șișului a apărut în Europa în secolul al 18-lea, odată cu ieșirea din uz a săbiilor decorative și folosirea tot mai frecventă a bastonului ca semn de distincție în înalta societate.